# Expulsión de salmuera
La expulsión de salmuera es un proceso que ocurre durante la formación de hielo en el mar. La sal pasa del hielo en formación al agua de mar circundante, generando salmuera más salobre, y en consecuencia, más densa.

## Formación
Tan pronto como el agua adquiere la temperatura donde empieza a cristalizarse formando hielo, los iones de sal son expulsados del interior de la retícula molecular del hielo, y son forzadas a mezclarse con el agua circundante, o quedan atrapadas entre los cristales de hielo en los llamados "depósitos celulares de salmuera". Cuanto más rápido es este proceso de congelación, más células de salmuera quedan atrapadas en el hielo. Estas células de salmuera sobrante crean una capa porosa –la capa blanda– en la que el líquido concentrado queda rodeado por cristales de hielo sólidos casi puros. Una vez la capa blanda adquiere un grosor crítico, aproximadamente 15 cm, la concentración de iones de sal en el líquido alrededor del hielo empieza a aumentar, cuando el exceso de líquido comienza a salir de las células de salmuera. Este aumento está asociado con el aspecto de marcados penachos convectivos, que fluyen por canales dentro del hielo arrastrando un flujo de sal significativo. La salmuera que fluye de la capa blanda es reemplazado por un flujo débil de agua relativamente fresca, de la región líquida debajo del hielo. El agua nueva, parcialmente congelada dentro de los poros de la capa blanda, aumenta la solidez del hielo.
Durante las etapas de formación del hielo en el mar, la desalinización llega a tal grado que algunos hielos de varios años tienen una salinidad de menos de 1 PSU ("Practical Salinity Unit"). Esto ocurre de tres maneras diferentes:
- Difusión de soluto - depende del hecho de que las inclusiones de salmuera atrapadas en el hielo empezarán a emigrar hacia el lado más tibio del bloque de hielo. El bloque de hielo es más tibio en la interfase agua- hielo, empujando por ella la salmuera hacia el agua que rodea el hielo.[4]
- Drenaje por gravedad - implica el movimiento de la salmuera debido a diferencias en densidad entre la salmuera del interior del hielo y la salmuera en el agua de mar exterior al hielo, lo que ocurre debido al desarrollo de un sistema de convección conducida por flotación.[2]
- Expulsión - la migración de la salmuera debido al agrietamiento producido por la expansión térmica del hielo, o por la presión causada por el volumen creciente del hielo nuevamente formado.[4]

## Impacto de la expulsión de salmuera
El drenaje de la salmuera tiene influencia en el control de las propiedades mecánicas, biológicas y las propiedades de transporte del agua de mar a bajas temperaturas, y de ahí su importancia en la ecología de los océanos polares. El hundimiento de la salmuera (creada en la formación de hielo) por su mayor densidad, propicia la subida a la superficie del agua del fondo, iniciando las corrientes del océano profundo, que contribuyen a dirigir la circulación termohialina. La expulsiónde salmuera es el mecanismo dominante para la distribución de las aguas profundas e inferiores en el océano Antártico, para la formación de la parte más densa del agua intermedia del Pacífico norte, y es un proceso central para los cambios en las masas de agua en el océano Ártico.
Según algunas hipótesis, las masas de agua salobres generadas por la expulsión de salmuera llenan las cuencas profundas del océano y contribuyen a su estratificación, reteniendos cantidades considerables de CO2. Estas aguas son capaces de contener una cantidad elevada de CO2, contribuyendo a ralentizar el proceso del cambio climático.
El cambio climático podría tener diferentes efectos sobre la fusión del hielo y la expulsión de salmuera. Estudios anteriores han sugerido que cuando la cubierta de hielo adelgaza, se convierte en un aislante más débil, resultando en una formación de hielo más abundante durante el otoño y el invierno. El aumento consiguiente de la expulsión de salmuera invernal favorecería la ventilación del océano, fortaleciendo la afluencia de aguas Atlánticas tibias. Estudios del último máximo glacial (LGM) indican que una reducción drástica en la producción de hielo de mar (y por ello, una reducción de la expulsión de salmuera), resultaría en el debilitamiento de la estratificación en los océanos profundos globales y en la liberación de CO2 a los océanos superficiales y a la atmósfera, provocando una desglaciación global.

## Vida en los canales de expulsión de salmuera y en las aguas circundantes
La vida en el hielo de mar está condicionada energéticamente, afectando tanto al comportamiento de las moléculas como al funcionamiento de los organismos complejos. A pesar de este hecho, en los depósitos de salmuera intersticial se ha encontrado una gran variedad de organismos, incluyendo bacterias, protistas autótrofos y heterotróficos , microalgas, y metazoos.